# Giorgi Demetradze
Giorgi Demetradze (gruz. გიორგი დემეტრაძე, ros. Георгий Деметрадзе, ur. 26 września 1976 w Tbilisi, Gruzińska SRR) – gruziński piłkarz, grający na pozycji środkowego napastnika.

## Kariera piłkarska

### Kariera klubowa
Giorgi Demetradze pochodzi z miasta Tbilisi. Jest wychowankiem tamtejszego klubu Dinamo Tbilisi, w którym najpierw grał w juniorskich i młodzieżowych drużynach, a w 1994 roku, po 2 latach występów w Kaheti Telawi, podpisał kontrakt z pierwszym zespołem. Z klubem został najlepszym ligowym strzelcem.
W 1997 roku przeszedł do Feyenoordu, ale kontuzja nie pozwoliła jemu często wychodzić na boisko. Po sezonie w Holandii podpisał kontrakt z rosyjskim klubem Ałanija Władykaukaz z którym w 1999 roku został najlepszym strzelcem ligi rosyjskiej. W 2000 roku przeszedł do Dynamo Kijów i wtedy wywalczył mistrzostwo Ukrainy. W meczu Ligi Mistrzów miał szans wyeliminować Manchester United, ale nie trafił do pustej bramki.
Po roku w Real Sociedad Demetradze wrócił do Rosji, gdzie występował za kluby Lokomotiw Moskwa oraz Ałanija Władykaukaz. Od 2003 roku bronił barwy ukraińskiego Metałurha Donieck aby w środku 2005 roku po raz trzeci wrócić do Ałaniji Władykaukaz. Po tym jak klub spadł z Premier Ligi Demetradze przeniósł się do Maccabi Tel Awiw, ale nie potrafił pokazać dobrej gry i po pół roku wrócił do Metałurha Donieck. W 2007 roku już występował w Arsenału Kijów. Następnego 2008 roku podpisał roczny kontrakt z klubem Bakı FK. Wiosną 2010 powrócił do Gruzji, gdzie bronił barw klubu Spartaki Cchinwali.
| Sezon     | Klub                | Kraj        | Rozgrywki                          | Mecze | Bramki |
| --------- | ------------------- | ----------- | ---------------------------------- | ----- | ------ |
| 1992/93   | Kaheti Telawi       | Gruzja      | Umaglesi Liga                      | 1     | 0      |
| 1993/94   | Kaheti Telawi       | Gruzja      | Umaglesi Liga                      | 18    | 11     |
| 1994/95   | Dinamo Tbilisi      | Gruzja      | Umaglesi Liga                      | 17    | 8      |
| 1995/96   | Dinamo Tbilisi      | Gruzja      | Umaglesi Liga                      | 24    | 17     |
| 1996/1997 | Dinamo Tbilisi      | Gruzja      | Umaglesi Liga                      | 26    | 26     |
| 1997/98   | Dinamo Tbilisi      | Gruzja      | Umaglesi Liga                      | 4     | 1      |
| 1997/98   | Feyenoord           | Holandia    | Eredivisie                         | 7     | 0      |
| 1998      | Ałanija Władykaukaz | Rosja       | Wysszaja Liga                      | 15    | 14     |
| 1999      | Ałanija Władykaukaz | Rosja       | Wysszaja Liga                      | 28    | 21     |
| 1999/00   | Dynamo Kijów        | Ukraina     | Wyszcza Liha                       | 14    | 7      |
| 2000/01   | Dynamo Kijów        | Ukraina     | Wyszcza Liha                       | 12    | 8      |
| 2000/01   | Real Sociedad       | Hiszpania   | Primera División                   | 4     | 0      |
| 2001/02   | Real Sociedad       | Hiszpania   | Primera División                   | 9     | 1      |
| 2002      | Lokomotiw Moskwa    | Rosja       | Premier Liga                       | 6     | 0      |
| 2002      | Ałanija Władykaukaz | Rosja       | Premier Liga                       | 16    | 6      |
| 2002/03   | Metałurh Donieck    | Ukraina     | Wyszcza Liha                       | 15    | 8      |
| 2003/04   | Metałurh Donieck    | Ukraina     | Wyszcza Liha                       | 28    | 18     |
| 2004/05   | Metałurh Donieck    | Ukraina     | Wyszcza Liha                       | 24    | 4      |
| 2005/06   | Metałurh Donieck    | Ukraina     | Wyszcza Liha                       | 3     | 2      |
| 2005      | Ałanija Władykaukaz | Rosja       | Premier Liga                       | 11    | 1      |
| 2005/06   | Maccabi Tel Awiw    | Izrael      | Ligat ha’Al                        | 13    | 3      |
| 2006/07   | Metałurh Donieck    | Ukraina     | Wyszcza Liha                       | 16    | 2      |
| 2007/08   | Arsenał Kijów       | Ukraina     | Wyszcza Liha                       | 18    | 3      |
| 2008      | Bakı FK             | Azerbejdżan | Yuksek Liqa                        |       |        |
|           |                     |             | Łącznie w Umaglesi Lidze           | 90    | 63     |
|           |                     |             | Łącznie w Eredivisie               | 7     | 0      |
|           |                     |             | Łącznie w Premier Lidze Rosji      | 76    | 42     |
|           |                     |             | Łącznie w Wyszczej Lidze Ukrainy   | 130   | 52     |
|           |                     |             | Łącznie w Primera División         | 13    | 1      |
|           |                     |             | Łącznie w Ligat ha’Al Izraelu      | 13    | 3      |
|           |                     |             | Łącznie w Yuksek Liqa Azerbejdżanu |       |        |

### Kariera reprezentacyjna
W reprezentacji Gruzji Demetradze zadebiutował w 1996 roku. W 43 meczach w składzie reprezentacji strzelił 11 goli.

## Sukcesy
- Mistrzostwo Gruzji: 1995, 1996, 1997 z Dinamem Tbilisi
- Mistrzostwo Ukrainy: 2000 z Dynamem Kijów
- Najlepszy strzelec Wysszej Ligi Rosji: 1999 z Ałaniją Władykaukaz
- Najlepszy strzelec Wyszczej Ligi Ukrainy: 2003/2004 z Metałurhiem Donieck